# Ryszard Ostrowski (lekkoatleta)
Ryszard Ostrowski (ur. 6 lutego 1961 w Poznaniu) – polski lekkoatleta, biegacz. Obecnie trener biegów średnich i długich w klubie TS Olimpia Poznań oraz w kadrze narodowej juniorów.
Jego syn – Artur Ostrowski także uprawia lekkoatletykę.

## Osiągnięcia
Specjalizował się w biegu na 800 metrów. Największy sukces odniósł na Mistrzostwach Świata w Rzymie 1987, zajmując 4. miejsce w finale. Podczas Mistrzostw Europy w Stuttgarcie 1986 był 5. na tym dystansie.
Startował na igrzyskach olimpijskich w Seulu 1988, gdzie doszedł do ćwierćfinału. Dwa razy zdobył złoty medal na Uniwersjadzie w Edmonton w 1983 i w Kōbe w 1985. Złoty medalista Zawodów Przyjaźni w 1984 (razem z A. Juantoreną).
Czterokrotnie zdobywał mistrzostwo Polski na 800 m na otwartym stadionie (1982, 1983, 1984 i 1987) i raz w hali (1994).
Trzy razy był rekordzistą Polski: na 800 m i dwa razy na 1000 m.

## Rekordy życiowe
- Bieg na 400 metrów - 46,73 s. (5 sierpnia 1984, Sopot)
- Bieg na 800 metrów - 1:44,38 s. (4 września 1985, Kobe - Japonia) - 5. wynik w historii polskiej lekkoatletyki
- Bieg na 1000 metrów - 2:18,41 s.[3] (13 sierpnia 1990, Grosseto - Włochy) - 4. wynik w historii polskiej lekkoatletyki
- Bieg na 1500 metrów - 3:40,69 s. (19 czerwca 1985, Warszawa)